# Anna Kulovaná
Anna Kulovaná (* 8. října 1981 Praha) je česká herečka.

## Biografie
Vyrůstala s matkou a sestrou, se kterými se později odstěhovala do Českého ráje. Na základní školu chodila do Suchdola, kde také získala první zkušenost s modelingem. U modelingu však zůstala jen pár týdnů a na střední školu nastoupila na taneční konzervatoř Duncan Center. Po dvou neúspěšných pokusech o přijetí na DAMU se rok věnovala francouzštině. Nakonec začala studovat Vyšší odbornou školu hereckou v Praze (vyučovali ji Jitka Smutná a Jan Vlasák). Během svých studií hrála s zájezdovým Divadlem Rity Jasinské po různých divadlech. Do televize se dostala díky castingu. Do povědomí diváků se dostala díky roli Zuzany Haselbachové ze seriálu Dobrá čtvrť a modelky Aleny z Velmi křehkých vztahů.

## Filmografie
- 2005 Ordinace v růžové zahradě
- 2005 To nevymyslíš!
- 2005 Dobrá čtvrť
- 2006 Nevlastní bratr
- 2007 Velmi křehké vztahy
- 2009 Poste restante